# Parlamentswahlen in Niger 1965
Die Parlamentswahlen in Niger 1965 fanden am 21. Oktober 1965 statt. Gewählt wurden die fünfzig Abgeordneten der Nationalversammlung Nigers.

## Hintergrund
Das Parlament Nigers war zuletzt bei den Wahlen zur Territorialversammlung 1958 gewählt worden. Alle Sitze waren an die Nigrische Fortschrittspartei (PPN-RDA) gegangen, die sich als Einheitspartei formierte. Die Territorialversammlung wurde noch 1958 zur Verfassungsgebenden Versammlung, 1959 zur Gesetzgebenden Versammlung und schließlich 1960 zur Nationalversammlung. Als solche begleitete sie Niger im selben Jahr in die Unabhängigkeit von Frankreich.
Die Parlamentswahlen 1965 waren weder kompetitiv noch frei. Es waren lediglich Kandidaten einer PPN-RDA-Liste zugelassen. Staatspräsident Hamani Diori (PPN-RDA) ließ sich kurz zuvor, bei den Präsidentschaftswahlen am 30. September 1965, im Amt bestätigen.

## Ergebnisse
Von 1.709.605 registrierten Wählern gingen offiziell 1.679.196 zu den Urnen. Dies entspricht einer Wahlbeteiligung von 98,2 %. 1.677.763 Stimmzettel (99,9 %) wurden als gültig und 1.433 (0,1 %) als ungültig gewertet.
| Partei                                 | Stimmenanzahl | Stimmenanteil | Sitze |
| -------------------------------------- | ------------- | ------------- | ----- |
| Nigrische Fortschrittspartei (PPN-RDA) | 1.677.763     | 100 %         | 50    |
| Gesamt                                 | 1.677.763     | 100 %         | 50    |

## Folgen
Boubou Hama (PPN-RDA) blieb Parlamentspräsident der Nationalversammlung. Die Legislaturperiode dauerte wie vorgesehen fünf Jahre, bis zu den Parlamentswahlen am 22. Oktober 1970.